# Метасприггина
Метасприггина (лат. Metaspriggina walcotti) — вид вымерших хордовых, выделяемый в монотипический род Metaspriggina. Представители известны по двум находкам в сланцах Бёрджес, датирующихся средним кембрием (около 508 млн лет). Хотя латинское название образовано от названия представителя эдиакарской фауны Spriggina, родство между этими животными оказалось очень отдалённым. Доказательства наличия у этого организма черепа присутствуют в одном из образцов.

## Описание
Представители вида обладали червеобразным телом длиной несколько сантиметров. Стенка тела составлена серией V-образных структур, сходных с миомерами современных ланцетников. На заднем конце тела располагался хвостовой плавник. Передний отдел тела был устроен довольно сложно и, по-видимому, нёс пару глаз.

## Происхождение челюстей
Скелеты метасприггины оказались интересны в том отношении, что позволили прояснить происхождение челюстей в скелете хордовых из передней пары жаберных дуг.